# Каррегал
Каррегал (порт. Carregal)  —  район (фрегезия) в Португалии,  входит в округ Визеу. Является составной частью муниципалитета  Сернанселье. Находится в составе крупной городской агломерации Большое Визеу. По старому административному делению входил в провинцию Бейра-Алта. Входит в экономико-статистический  субрегион Доуру, который входит в Северный регион. Население составляет 510 человек на 2001 год. Занимает площадь 19,73 км².

## Известные уроженцы
- Акилину Рибейру (1885—1963) — португальский писатель